# Tirupati (NMA)
Tirupati (NMA) là một thị trấn thống kê (census town) của quận Chittoor thuộc bang Andhra Pradesh, Ấn Độ.

## Nhân khẩu
Theo điều tra dân số năm 2001 của Ấn Độ, Tirupati (NMA) có dân số 25.670 người. Phái nam chiếm 47% tổng số dân và phái nữ chiếm 53%. Tirupati (NMA) có tỷ lệ 80% biết đọc biết viết, cao hơn tỷ lệ trung bình toàn quốc là 59,5%: tỷ lệ cho phái nam là 84%, và tỷ lệ cho phái nữ là 77%. Tại Tirupati (NMA), 9% dân số nhỏ hơn 6 tuổi.